# 遞減聚合酶鏈式反應
遞減PCR，亦稱降落PCR（英語：touchdown PCR）是一種PCR（聚合酶鏈式反應）方法，用來避免非特異性序列的擴增。PCR中引物的黏合溫度（annealing temperature）決定了黏合的特異性，溫度越高特異性越強，但過高則不能實現引物和模板的結合，而過低會產生大量非特異性產物。因此進行PCR時需要尋找合適的黏合溫度。
遞減PCR開始先設定一個比較高的黏合溫度，每個循環黏合溫度下降1℃，到一個較低溫度以後每個循環的黏合溫度保持不變直到結束。在剛下降到特異性結合可以進行的最高溫度時，可以達到最高的特異性。這樣在起初的幾個循環中，特異性擴增序列可以相對非特異性序列多擴增若干倍，從而減輕非特異性擴增對結果的干擾。這種方法可用於省去多次試驗最佳黏合溫度的工作。
此外，遞減PCR還可與簡併引物（degenerate primer）結合使用，用來推出一段已知肽鏈的氨基酸序列所對應的DNA鹼基序列。